# Ferry (miejscowość)
Ferry – jednostka osadnicza w Stanach Zjednoczonych, w stanie Alaska, w okręgu Denali.